# サンロレンソ (サンタフェ州)
サン・ロレンソは、アルゼンチンのサンタ・フェ州、ロサリオより23km北方のパラナ河畔にある町である。
1813年2月3日、サン・ロレンソの戦いでホセ・デ・サン・マルティンが指揮するラプラタ軍で王党派軍を撃破される場所である。